# 449

## Починали
- 11 август – Флавиан, патриарх на Константинопол